# 安科瑞
上海安科瑞電氣股份有限公司，簡稱上海安科瑞電氣股份、上海安科瑞，以及安科瑞（英語：Shanghai Acrel Limited，深交所：300286），在2003年由周中、吴建明、朱芳、汤建军、姜龙創立。
主要業務从事智能电网用户端智能电力监控和电能计量管理的研发与运用、为用户端提供智能电力监控与电能管理系统、大型公建能耗监测系统、光伏电站电力监控系统、剩余电流式电气火灾监控系统和ZigBee（物联网）无线网络电能管理系统等解决方案。總部位於上海嘉定育绿路253号。
而股份在2012年1月13日於深圳證券交易所創業板上市，發行867万股，发行后总股本3,467.00万元人民幣，发行价格30.00元人民幣/股，募集资金2.60亿元人民幣，而在上市期間，較招股價大漲23.33%，收盤報37元人民幣。

## 連結
- Acrel.cn （页面存档备份，存于）